# Giao hưởng số 2 (Dvořák)
Giao hưởng số 2 cung Si giáng trưởng, Op. 4, B. 12 là bản giao hưởng của nhà soạn nhạc người Séc Antonín Dvořák. Tác phẩm này được ông sáng tác vào năm 1865, chỉ 4 tháng sau khi hoàn thành bản số 1. CẢ hai bản số 1 và số 2 có những đặc điểm giống nhau. Bản số 2 của Dvořák chứa đựng sự sáng tạo đầy hứa hẹn, báo trước một nhà soạn nhạc thiên tài, nhưng nó cũng chứa những nét lướt dài làm cho tác phẩm có cấu trúc yếu. 

## Các chương nhạc
Bản giao hưởng, vẫn theo thông lệ nhạc cổ điển châu Âu, gồm 4 chương:

### Chương 1:Allegrocon moto
Chương nhạc này không quá nhanh, không vội vàng. Nó có những trầm lắng xuống, có lúc lại dân lên mạnh mẽ, cuối cùng chương nhạc được đẩy cao trào vào những giai điệu cuối. Chương nhạc này chừa nhiều giai điệu thuộc phong cách âm nhạc thời kỳ Lãng mạn. Vì là một trong những bản giao hưởng đầu tiên nên phần nào đấy ta thấy Dvořák vẫn chưa cho thấy rõ rệt phong cách của riêng bản thân ông mà chủ yếu là những phong cách mà ông chịu ảnh hưởng từ những người đi trước.

### Chương 2: Pocoadagio
Nói bản giao hưởng tuân theo truyền thống nhạc cổ điển châu Âu là vì sau chương đầu tiên là chương nhanh luôn là một chương chậm, rồi hai chương sau là hai chương có tốc độ nhanh hơn. Chương nhạc gợi ra cho chúng ta nhiều cảm xúc bởi những âm thanh da diết của nhạc cụ bộ dây có thêm sự góp tiếng nói của nhạc cụ bộ gỗ: sau đó là chủ yếu tiếng flute và oboe cất lên với sự đệm của bộ dây. Thỉnh thoảng trong chương nhạc này, dàn nhạc giao hưởng bỗng bừng lên dữ dội. Nhưng rút cục, cả dàn nhạc lại trở về tâm trạng da diết. Chương 2 dần đi vào kết thúc trong lặng lẽ.

### Chương 3:Scherzo-Allegro con brio
Chương 3 được bắt đầu bằng một đoạn dạo chậm, được thể hiện chủ yếu bởi các nhạc cụ bộ dây và bộ gõ. Sau đó chương nhạc dần đi vào những tiết tấu nhanh hơn. Tiếp theo, sau một đoạn nhanh khá dài, chương nhạc bỗng chậm lại đôi chút, rồi trở lại những tiết tấu nhanh. Cấu trúc kiểu đó được lặp lại vài lần. Sở dĩ có cấu trúc kiểu vậy vì chương 3 là sự kết giữa điệu scherzo với khúc allegro sôi nổi.

### Chương 4: Finale-Allegro vivace
Đây là chương nhạc dài nhất của bản giao hưởng, hơn 12 phút. Chương 4 vẫn mang hơi thở của những chương nhạc trước đó và phong cách âm nhạc của chương này hầu như không thay đổi, đặc biệt là chương này giống với chương 1 và chương 3 hơn cả. Chương nhạc này mang tinh thần hứng khởi, rồi lặng lẽ, rồi hứng khởi trở lại.